# Canoagem nos Jogos Europeus de 2015 - K-1 200 m masculino
A categoria K-1 200 metros masculino foi um dos eventos da canoagem nos Jogos Europeus de 2015. Foi disputada nos dias 15 e 16 de junho, no Kur Sport and Rowing Centre, em Mingachevir, no Azerbaijão.

## Calendário
Horário de verão do Azerbaijão (UTC+5).
| Data        | Horário | Fase          |
| ----------- | ------- | ------------- |
| 15 de junho | 15:05   | Eliminatórias |
| 15 de junho | 16:45   | Semifinal     |
| 16 de junho | 15:10   | Final         |

## Medalhistas
| Ouro   | SWE Petter Menning                               |
| Prata  | GBR Ed McKeever                                  |
| Bronze | LAT Aleksejs Rumjancevs SRB Marko Dragosavljević |

## Resultados

### Eliminatórias
Os melhores em cada bateria se classificaram diretamente para a final A.  Os seis barcos restantes em cada bateria avançam para a semifinal.
Bateria 1
| Pos. | Canoísta             | Nacionalidade    | Tempo  | Notas |
| ---- | -------------------- | ---------------- | ------ | ----- |
| 1    | Ed McKeever          | GBR Grã-Bretanha | 34.984 | FA    |
| 2    | Miklós Dudás         | HUN Hungria      | 35.218 | SF    |
| 3    | Marko Dragosavljević | SRB Sérvia       | 35.309 | SF    |
| 4    | Denis Ambroziak      | POL Polônia      | 35.569 | SF    |
| 5    | Saúl Craviotto       | ESP Espanha      | 35.628 | SF    |
| 6    | Daniel Burciu        | ROU Romênia      | 36.222 | SF    |
| 7    | Mustafa Gülbahar     | TUR Turquia      | 36.916 | SF    |
| 8    | Miroslav Kirchev     | BUL Bulgária     | 37.802 |       |
| 9    | Antun Novaković      | CRO Croácia      | 38.674 |       |

Bateria 2
| Pos. | Canoísta            | Nacionalidade    | Tempo  | Notas |
| ---- | ------------------- | ---------------- | ------ | ----- |
| 1    | Petter Menning      | SWE Suécia       | 34.822 | FA    |
| 2    | Aleksejs Rumjancevs | LAT Letônia      | 34.857 | SF    |
| 3    | Evgenii Lukantsov   | RUS Rússia       | 35.515 | SF    |
| 4    | Taras Valko         | BLR Bielorrússia | 36.300 | SF    |
| 5    | Diogo Lopes         | POR Portugal     | 36.441 | SF    |
| 6    | Tom Brennan         | IRL Irlanda      | 36.446 | SF    |
| 7    | Aleksandr Senkevych | UKR Ucrânia      | 36.774 | SF    |
| 8    | Andreas Diamantis   | CYP Chipre       | 38.166 |       |
| –    | Nicola Ripamonti    | ITA Itália       | DNS    |       |

Bateria 3
| Pos. | Canoísta               | Nacionalidade  | Tempo  | Notas |
| ---- | ---------------------- | -------------- | ------ | ----- |
| 1    | Ignas Navakauskas      | LTU Lituânia   | 35.022 | FA    |
| 2    | Filip Šváb             | CZE Chéquia    | 35.601 | SF    |
| 3    | Arnaud Hybois          | FRA França     | 35.731 | SF    |
| 4    | Jonathan Delombaerde   | BEL Bélgica    | 35.891 | SF    |
| 5    | Max Lemke              | GER Alemanha   | 36.079 | SF    |
| 6    | Miroslav Zaťko         | SVK Eslováquia | 36.282 | SF    |
| 7    | Mirnazim Javadov       | AZE Azerbaijão | 36.298 | SF    |
| 8    | Stylianos Chatzopoulos | GRE Grécia     | 37.057 |       |
| 9    | Badri Kavelashvili     | GEO Geórgia    | 37.284 |       |

### Semifinal
Os três melhores em cada semifinal se classificaram para a final A. Os próximos quatro barcos mais rápidos em cada semifinal, mais o barco mais rápido restante avançaram para a final B.
Semifinal 1
| Pos. | Canoísta             | Nacionalidade  | Tempo  | Notas |
| ---- | -------------------- | -------------- | ------ | ----- |
| 1    | Miklós Dudás         | HUN Hungria    | 34.568 | FA    |
| 2    | Jonathan Delombaerde | BEL Bélgica    | 34.997 | FA    |
| 3    | Evgenii Lukantsov    | RUS Rússia     | 35.108 | FA    |
| 4    | Denis Ambroziak      | POL Polônia    | 35.143 | FB    |
| 5    | Arnaud Hybois        | FRA França     | 35.157 | FB    |
| 6    | Aleksandr Senkevych  | UKR Ucrânia    | 35.720 | FB    |
| 7    | Miroslav Zaťko       | SVK Eslováquia | 35.808 | FB    |
| 8    | Daniel Burciu        | ROU Romênia    | 36.042 | FBq   |
| 9    | Diogo Lopes          | POR Portugal   | 36.443 |       |

Semifinal 2
| Pos. | Canoísta             | Nacionalidade    | Tempo  | Notas |
| ---- | -------------------- | ---------------- | ------ | ----- |
| 1    | Marko Dragosavljević | SRB Sérvia       | 34.881 | FA    |
| 2    | Aleksejs Rumjancevs  | LAT Letônia      | 34.976 | FA    |
| 3    | Filip Šváb           | CZE Chéquia      | 35.179 | FA    |
| 4    | Saúl Craviotto       | ESP Espanha      | 35.235 | FB    |
| 5    | Max Lemke            | GER Alemanha     | 35.335 | FB    |
| 6    | Mustafa Gülbahar     | TUR Turquia      | 35.969 | FB    |
| 7    | Mirnazim Javadov     | AZE Azerbaijão   | 36.104 | FB    |
| 8    | Tom Brennan          | IRL Irlanda      | 36.191 |       |
| 9    | Taras Valko          | BLR Bielorrússia | 44.591 |       |

### Final
Final B
Os competidores desta final disputaram as posições 10 a 18.
| Pos. | Canoísta            | Nacionalidade  | Tempo  |
| ---- | ------------------- | -------------- | ------ |
| 1    | Denis Ambroziak     | POL Polônia    | 36.526 |
| 2    | Saúl Craviotto      | ESP Espanha    | 36.747 |
| 3    | Arnaud Hybois       | FRA França     | 36.835 |
| 4    | Max Lemke           | GER Alemanha   | 37.075 |
| 5    | Mustafa Gülbahar    | TUR Turquia    | 37.204 |
| 6    | Aleksandr Senkevych | UKR Ucrânia    | 37.329 |
| 7    | Mirnazim Javadov    | AZE Azerbaijão | 37.492 |
| 8    | Miroslav Zaťko      | SVK Eslováquia | 37.700 |
| 9    | Daniel Burciu       | ROU Romênia    | 38.584 |

Final A
Os competidores desta final disputaram as posições de 1 a 9, com medalhas para os três primeiros.
| Pos.              | Canoísta             | Nacionalidade    | Tempo      |
| ----------------- | -------------------- | ---------------- | ---------- |
| Medalha de ouro   | Petter Menning       | SWE Suécia       | 35.576     |
| Medalha de prata  | Ed McKeever          | GBR Grã-Bretanha | 35.774     |
| Medalha de bronze | Aleksejs Rumjancevs  | LAT Letônia      | 35.842     |
| Medalha de bronze | Marko Dragosavljević | SRB Sérvia       | 35.842     |
| 5                 | Ignas Navakauskas    | LTU Lituânia     | 35.851     |
| 6                 | Evgenii Lukantsov    | RUS Rússia       | 36.310     |
| 7                 | Filip Šváb           | CZE Chéquia      | 36.757     |
| 8                 | Jonathan Delombaerde | BEL Bélgica      | 36.850     |
| —                 | Miklós Dudás         | HUN Hungria      | DSQ 35.132 |